# Puente de la Calle Clay
El puente de la Calle Clay (en inglés, Clay Street Bridge) es un puente sobre el río Passaic entre Newark y East Newark, Nueva Jersey. El puente giratorio es el puente número 13 desde la desembocadura del río en la bahía de Newark y tiene 10 km aguas arriba de la misma. Inaugurado en 1903, el puente Warren a través del borde de la armadura se rehabilitó sustancialmente entre 1975 y 1976, sus piezas de trabajo originales ahora forman parte de la colección del Museo de Newark. Está incluido en el Registro de Lugares Históricos de Nueva Jersey (ID#5153) y es elegible para el Registro Nacional de Lugares Históricos.
De los 140 km de largo del río Passaic, la sección de 27 km que está aguas abajo de la presa de Dundee es navegables y está influenciada por las mareas. El Puente de la Calle Clay se construyó para reemplazar una estructura de hierro forjado de 1889. Es uno de los tres puentes giratorios vehiculares y peatonales funcionales en la ciudad, los otros son el Puente de Jackson Street y el Puente de Bridge Street. Desde 1998, las normas que regulan las operaciones de los puentes levadizos requieren un aviso de cuatro horas para su apertura, lo que ocurre con poca frecuencia.
En su extremo este, el Puente de la Calle Clay ingresa al distrito histórico de Clark Thread Company, cruzando el río en un punto que permanece en uso para la industria, la fabricación y la distribución. El extremo occidental ingresa al vecindario de Newark, a veces conocido como Lower Broadway. El Cuerpo de Ingenieros del Ejército está llevando a cabo la restauración y rehabilitación del Bajo Passaic, incluida la supervisión de la remediación ambiental y la reconstrucción de los mamparos.
En 2012, el Departamento de Transporte de Nueva Jersey asignó fondos para la reconstrucción del puente. A partir de 2014, la Autoridad de Planificación del Transporte del Norte de Jersey, junto con los condados, está realizando un Estudio de Desarrollo de Concepto Local (LCD), una fase anterior para abordar el deterioro y las deficiencias estructurales del puente, que debido a su antigüedad ya no se puede abordar con mantenimiento de rutina. En 2015, se determinó que un reemplazo es la opción preferida, lo que costaría aproximadamente 70 millones de dólares.